# Robert Huber
|  | No s'ha de confondre amb Robert Hübner. |

Robert Huber (Múnic, Alemanya, 1937) és un químic, bioquímic i professor universitari alemany guardonat amb el Premi Nobel de Química l'any 1988.

## Biografia
Va néixer el 20 de febrer de 1937 a la ciutat de Múnic, situada a l'estat alemany de Baviera. Va estudiar química a la Universitat Tecnològica de Múnic, on es llicencià el 1960. Posteriorment amplià els seus estudis realitzant el doctorat en bioquímica al mateix centre l'any 1972. Aquell mateix any fou nomenat director de la Secció Bioquímica de l'Institut Max Planck a la ciutat de Martinsried. Entre 1976 i 1987 fou professor de bioquímica a la Universitat Tècnica de Múnic.

## Recerca científica
L'any 1985, en col·laboració amb Johann Deisenhofer i Hartmut Michel, va descobrir l'estructura completa de la proteïna que es troba en la base del procés de fotosíntesi, la qual és capaç de convertir l'energia lluminosa en energia química.
Mitjançant l'ús de mètodes cristal·logràfics a través de raigs X van determinar l'arranjament exacte dels més de 10.000 àtoms que componen el complex d'aquesta proteïna, aconseguint crear així la seva imatge tridimensional. La seva investigació va augmentar la comprensió general dels mecanismes de la fotosíntesi i va revelar semblances entre els processos fotosintètics de plantes i els bacteris.
El 1988 fou guardonat, al costat dels seus compatriotes Deisenhofer i Michel, amb el Premi Nobel de Química per la determinació de l'estructura tridimensional del centre de reacció fotosintètica.